# José Maurício Correia Henriques
José Maurício Correia Henriques GCNSC (5 de Novembro de 1802 - 7 de Fevereiro de 1874), 1.º Barão de Seisal, 1.º Visconde de Seisal e 1.º Conde de Seisal, foi um diplomata e político português.

## Família

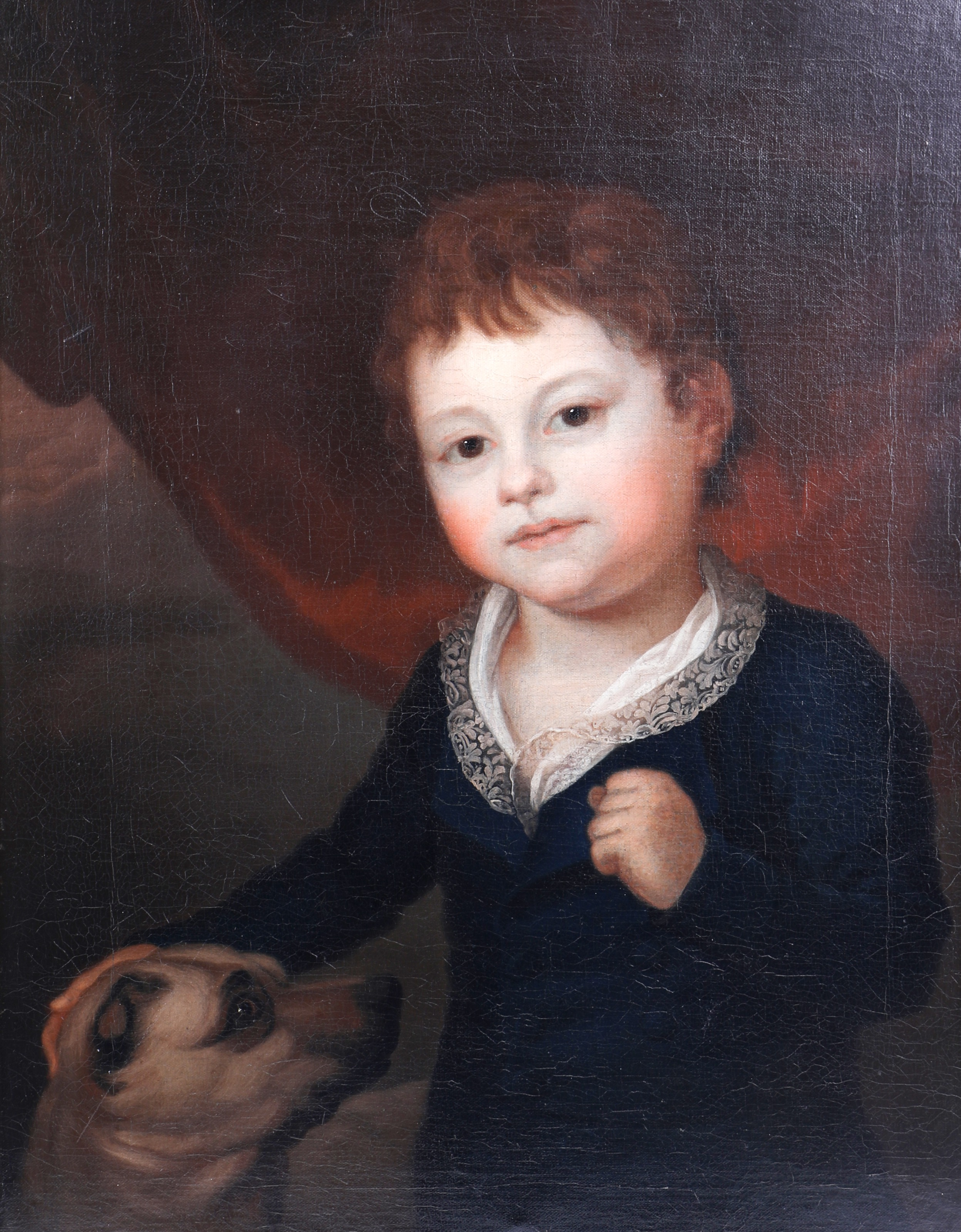
Retrato de José Maurício Correia Henriques aos cinco anos de idade, entre 1807 e 1808

Filho natural de José Anselmo Correia Henriques (? - Paris, 1831), da Casa dos Senhores do Morgado da Torre Bela, na Ilha da Madeira, parente do 1.º Visconde da Torre Bela.

## Biografia
Seguiu a carreira diplomática e foi Ministro Plenipotenciário em São Petersburgo, Bruxelas, Haia, Londres e Paris. Foi Par do Reino, Conselheiro de Sua Majestade Fidelíssima, Grã-Cruz da Real Ordem Militar de Nossa Senhora da Conceição de Vila Viçosa a 6 de Julho de 1836, da Ordem de Santa Ana e da Ordem de Santo Estanislau da Rússia, da Ordem de Leopoldo I da Bélgica, da Ordem do Leão Neerlandês da Holanda, da Ordem da Coroa de Ferro da Áustria, da Ordem de Alberto o Valoroso da Saxónia, da Ordem dos Santos Maurício e Lázaro Nobre Italiano da Sardenha, etc.
Foi-lhe concedido o título de 1.º Barão de Seisal por Decreto de D. Maria II de Portugal de 30 de Março de 1843, foi elevado a 1.º Visconde de Seisal por Decreto de D. Fernando II de Portugal, Regente na menoridade de D. Pedro V de Portugal, de 10 de Janeiro de 1854, e à Grandeza, como 1.º Conde de Seisal, por Decreto de D. Luís I de Portugal de 26 de Janeiro de 1871. Armas: escudo partido, na 1.ª Correia e na 2.ª Henriques; timbre: Correia; coroas de Barão (depois de 30 de Março de 1843), de Visconde (depois de 10 de Janeiro de 1854) e de Conde (depois de 26 de Janeiro de 1871).

## Casamentos e descendência
Casou primeira vez a 2 de Dezembro de 1820 com Adèle Louise, Comtesse de Paoli-Chagny (5 de Dezembro de 1799 - 10 de Abril de 1838), filha de François Stéphane Auguste, Comte de Paoli-Chagny (11 de Março de 1756 - 22 de Janeiro de 1830), e de sua mulher Sibylle, Baronne de Braun (1766 - 1802), da qual teve uma filha: 
- Sofia Henriqueta Correia Henriques (9 de Agosto de 1821 - ?), casada a 31 de Maio de 1851 com José António Pinto Esteves da Costa  (? - 31 de Maio de 1884), neto paterno do 1.º Barão das Picoas e 1.º Visconde das Picoas, com geração feminina

Casou segunda vez a 4 de Agosto de 1839 com Alexandra Aline Stjernvall (Vyborg (Viipuri), 4 de Outubro de 1812 - Lisboa, 1 de Janeiro de 1851), Dama da Imperatriz da Rússia Alexandra Feodorovna (Carlota da Prússia), filha de Carl Johan Stjernvall (Maaskeskis, Padasjoki, Hame, 10 de Setembro de 1764 - Vyborg (Viipuri), 6 de Fevereiro de 1815), Governador de Vyborg, na Finlândia, e de sua mulher (Åbo (Turku), 2 de Agosto de 1799) Eva Gustava von Willebrand (Finlândia, 18 de Fevereiro de 1781 - 1 de Dezembro de 1844), sobrinha-8.ª neta de Gustavo I da Suécia, da qual teve duas filhas e um filho: 
- Aline Correia Henriques (14 de Abril de 1840 - ?), 843.ª Dama da Real Ordem das Damas Nobres da Rainha Maria Luísa de Espanha, casada em Bruxelas a 5 de Maio de 1863 com Jules Xavier Charles, Comte Greindl (Mons, 7 de Setembro de 1835 - Forest, 30 de Julho de 1917), com geração
- Emília Correia Henriques (17 de Abril de 1842 - ?), solteira e sem geração
- Pedro Maurício Correia Henriques (Plön, 27 de Novembro de 1846 - Lisboa, 12/13 de Fevereiro de 1890), 2.º Visconde de Seisal e 2.º Conde de Seisal